# سيرجيو فيغا غوميز
سيرجيو فيغا غوميز (بالإسبانية: Sergio Vega Gómez)‏ هو لاعب كرة قدم مكسيكي، ولد في 19 مايو 1988. لعب مع نادي سيلايا.
1. ↑  Base de Datos del Fútbol Argentino | SERGIO VEGA GOMEZ (بالإسبانية), QID:Q19368470